# Молотовљев коктел
Молотовљев коктел (рус. коктейль Молотова) јесте врста јефтиног приручног запаљивог оружја које користе криминалци, поједини демонстранти, фудбалски хулигани, терористи, урбани герилци, нерегуларне војне јединице, али и припадници регуларних армија.

## Етимологија
Назив „Молотовљев коктел“ Финци су сковали током Зимског рата, звани Molotovin koktaili на финском језику. Име је било погрдна референца на совјетског министра спољних послова Вјачеслава Михаиловича Скрјабина коме је надимак био Молотов (на руском чекић), који је био један од архитеката споразума Рибентроп—Молотов потписаног крајем августа 1939. Име је настало из пропаганде коју је Молотов производио током Зимског рата, углавном из његове изјаве на совјетском државном радију да су бомбашке мисије над Финском заправо биле испоруке хуманитарне хране из ваздуха, за њихове изгладнеле комшије. Као резултат тога, Финци су саркастично назвали совјетске касетне бомбе „Молотовљеве корпе хлеба“ у контексту Молотовљеве пропагандне емисије. Када је ручна ватрена бомба у флаши развијена за нападе на совјетске тенкове, Финци су је назвали „Молотовљевим коктелом“, као „пиће да иде уз њихове пакете са храном“.
Молотовљев коктел је почео да се примењује у освит Другог светског рата, прво у Шпанском грађанском рату, а потом у совјетско-финском зимском рату. У Зимском рату су совјетске трупе користиле касетне бомбе, за које је Молотов у радио-обраћању совјетској јавности тврдио да су пакети хране намењени изгладнелом финском становништву. Финска војска је у борби против совјетских тенкова користила ово оружје, које су прозвали „Молотовљев коктел“ уз образложење да „Молотов обезбеђује Финцима храну, а Финци Совјетима пиће“.

## Израда, верзије и начин дејства
Молотовљев коктел се састоји од обичне стаклене флаше напуњене запаљивом течношћу и једноставног система за паљење. Најједноставнија верзија је да се у флашу сипа запаљива течност, најчешће бензин или неки други нафтни дериват,  нпр. дизел гориво и да се флаша запуши крпом натопљеном истом течношћу. Непосредно пред дејствовање, крпа се запали и флаша се баци. Када се флаша разбије након удара у мету, упаљена крпа пали просуту течност која се раширила на великој површини.
Као гориво се могу користити и разне друге запаљиве течности, као што су етанол, метанол, моторна уља, петролеј, терпентин, разређивачи, па чак и пића са високим садржајем алкохола. Гориво се може комбиновати са другим материјама ради постизања различитих дејстава. Мрвице рендисаног сапуна или детерџенти за судове помешани са бензином или дизел горивом стварају густу масу која се лепи за површине као напалм и гори знатно дуже, стварајући при томе густ и загушљив дим. Сличан ефекат ствара и додавање полистирена, моторних мазива или вазелина. Додавање сумпорне киселине омогућава самозапаљење ако се на флашу залепе шибице, па није потребно палити направу отвореним пламеном.
За све варијанте је карактеристично да су једноставне и јефтине за израду, праве се од материјала доступних на лицу места и начин израде се лако прилагођава у зависности од тренутно доступних средстава.
Запаљива приручна средства су нарочито ефикасна против возила и оклопних средстава као и бункера и утврђених положаја.

## Употреба кроз историју

### Античко доба
Већ у античком свету у сукобима се користи оружје које асоцира на Молотовљев коктел. Наиме, 672. или 674. године византијска војска приликом разбијања арапске поморске блокаде Константинопоља користи тзв. Грчку ватру. Радило се о запаљивој смеси која се на разне начине проливала по противничким бродовима с циљем да се касније запале. Један од начина напада био је и тај да се глинене посуде пуне споменуте смесе, тик пре избацивања из катапулта запале, тако да након што посуда удари у мету и разбије се, смеса одмах почне да гори.
Такође, Римска војска је у својим походима и ратовима широм ондашњег света користила катапулте који избацују велике посуде пуњене горућим уљем.

### Шпанија
Током Шпанског грађанског рата обе стране, Националисти и Републиканци користе запаљиве импровизоване петрол бомбе. Такве бомбе нису описане као поуздане, међутим, успевају да онеспособе нека мотрорна возила тако што су им запалиле гуме на точковимаима.

### Монголија
Током битака код Халкин Гола (лето 1939), на граници Монголије и кинеске покрајине Манџурије, догађа се жесток сукоб СССР-а и Јапана. Јапанска војска суочава се с недостатком противоклопних средстава те против тенкова користити запаљиве бомбе начињене од стаклених боца пуњених бензином. Иако потпуно поражени, јапански војници према властитим тврдњама на овај начин из строја избацују неколико стотина совјетских војника. Војска СССР-а никада није потврдила овај податак.

### Финска
Дана 30. новембра 1939. године совјетске тенковске јединице улазе на финско тло, што обележава почетак Зимског рата. Финска се војска суочава с недостатком противоклопног наоружања, тако да почиње да користи импровизоване бомбе конструисане у тек завршеном Шпанском грађанском рату. Како је у то време совјетски министар спољних послова Молотов на радију јавно изјавио да Совјети не врше бомбардовање Финске, него гладним Финцима бацају пакете хране, Финци одговарају. Настаје назив Молотовљев коктел, а као одговор се наводи: „Финци као захвалност за храну шаљу пиће“. Фински произвођач алкохолних производа АЛКО серијски производи Молотовљеве коктеле, који су зачепљене стаклене боце и уместо крпе имају са сваке стране причвршћену по једну велику шибицу, што знатно олакшава кориштење и пружа већу сигурност од самоозлеђивања. Као гориво се користила мешавина етанола, катрана и бензина, а боце су биле запремине 750 мл. Током Зимског рата укупно је произведено чак 450.000 комада овог оружја.

### Други светски рат
У највећем светском сукобу Молотовљев коктел користе све зараћене стране. Године 1940, Велика Британија налази се пред претњом инвазије. Министарство рата издаје службене налоге за израду Молотовљевих коктела те креће масовна производња. Разлог томе био је што су потребни састојци били лако доступни и јефтини, а нацистички су тенкови показивали изненађујућу рањивост. У производњу се укључују и фабрике, за годину дана произведено је више од 6.000.000 комада. Посебно велику популарност ово оружје стиче у покретима отпора у окупираним државама. Молотовљеве коктеле тако масовно користе Југославенски партизани, Француски покрет отпора те Пољски покрет отпора.

## Модерна употреба
Молотовљеви коктели касније се користе широм света. Употребу налазе у свим врстама сукоба, од локалних ратова, сукоба мањег интензитета, револуција, протеста па све до сукоба навијача на спортским утакмицама. Тако су, на пример кориштени  у Мађарском устанку 1956, Вијетнамском рату, Косовском рату, ратовима у Авганистану и Ираку, Руско-грузијском рату, Грађанском рату у Либији; у нередима током Арапског пролећа; протестима због економске кризе у Грчкој; у сукобима хулигана грчких фудбалских клубова ПАОК-а и Олyмпиакоса и сл.
Молотовљеви коктели су наводно коришћени у Сједињеним Државама за подметање пожара у продавницама и другим зградама током нереда у Лос Анђелесу 1992. године.
Током Друге битке код Фалуџе 2004. амерички маринци су користили Молотовљеве коктеле направљене од „једног дела течног детерџента за веш, два дела горива“ док су рашчишћавали куће „када се у кући успостави контакт и непријатељ мора да буде изгорен“. Ова тактика је „развијена као одговор на непријатељске тактике“ герилског ратовања и нарочито тактике мучеништва које су често резултирале губицима војника међу америчким маринцима. Тај коктел је био мање целисходан алтернатива белофосфорним минобацачким пројектилима или детонацијама пропанских контејнера помоћу C4 (с надимком „кућни гост“), сви од којих су се показали ефикасним у изгарању ангажованих непријатељских бораца.
Молотовљеве коктеле користили су и демонстранти и цивилна милиција у Украјини током насилних демонстрација Евромајдана и Украјинске револуције 2014. године. Демонстранти су током Фергусонових нереда користили су Молотовљеве коктеле.
У Бангладешу током антивладиних протеста у време националних избора 2014. године, многи аутобуси и аутомобили били су на мети бензинских бомби. Бројни људи су изгорели до смрти, а много више је повређено током периода 2013–2014 због напада бензинским бомбама.
У Хонгконшким протестима 2019–20, демонстранти су користили Молотовљеве коктеле за одбрану и нападе на полицију или за стварање блокада путева. Демонстранти су такође напали железничку станицу и проузроковали озбиљну штету. Током протеста и један новинар је погођен Молотовљевим коктелом.
Молотовљеви коктели су кориштени током Џорџа Флојдовских протеста 2020. године у Сједињеним Државама.

### Незапаљиве варијанте
Током протеста у Венецуели од 2014. до 2017. године, демонстранти су користили Молотовљеве коктеле сличне онима које су користили демонстранти у другим земљама. Како су се протести у Венецуели 2017. године интензивирали, демонстранти су почели да користе „Пупутове“, што је игра речи од Молотов, са стакленим посудама напуњеним изметима, који су бацани на органе безбедности након што је владајућа странка ПСУВ, Џакулине Фарије, исмевала демонстранте који су морали да пузе кроз канализацију у реци Гвајра у Каракасу како би се избегли сузавац.
Осмог маја, хаштаг #puputov је постао главни тренд на Твитеру у Венецуели, пошто су извештаји о повраћању снага безбедности након натапања изметом почели да круже. До 10. маја 2017. године, Венецуеланци који нису повезани са политичким странкама позвали су на „Marcha de la Mierda“ или „Марш гована“, у основи успостављајући пупутове у арсеналу венецуеланских демонстраната. Месец дана касније, 4. јуна 2017. током протеста против Доналда Трампа у Портланду у држави Орегон, демонстранти су почели да бацају балоне напуњене „непознатом течношћу са смрдљивим задахом“ на милицију.

## Легалност
Као запаљиви уређаји, Молотовљеви коктели се нелегално производе или поседују у многим регионима. У Сједињеним Државама, Молотовљеви коктели се сматрају „деструктивним уређајима“ према Националном закону о ватреном оружју и регулише их АТФ. Вил Кејси Флојд, из Елкхарт Лејка у Висконсину, ухапшен је након бацања Молотовљевих коктела на полицајце у Сијетлу током протеста у мају 2016; он је признао кривицу за употребу запаљивих уређаја у фебруару 2018.
У округу Симпсон у држави Кентаки, двадесетогодишњи Треј Алекандер Гватнеј-Лоу покушао је да спали средњу школу округа Франклин-Симпсон са пет Молотовљевих коктела; он је проглашен кривим за израду и поседовање илегалног оружја и осуђен је на 20 година затвора 2018. године.

## Симболизам
Због Молотовљеве једноставности производње и употребе у цивилним снагама, Молотовљев коктел постао је симбол грађанског устанка и револуције. Опсежна употреба Молотова у цивилним и партизанским снагама довела је до тога да Молотов постане симбол који представља грађанске немире. Молотов је чврсто повезан са анархизмом због његове употребе од стране анархиста који учествују у грађанским побунама и немирима широм света, на немирима организованим од Чилеа, до Египта до Хонгконга. Контраст Молотовљевог коктела и организованих снага постао је снажан симбол у популарној култури.